# السنية (مدينة)
قضاء السنية وتتبع إدارياً لمحافظة الديوانية وتقع شماله بحوالي 15 كيلومتراً على الطريق المؤدي إلى محافظة بابل من الأقضية القديمة في المحافظة تبلغ مساحتها 401.4 كيلومتراً مربعاً وعدد سكانها 31633 نسمة بحسب أحصاء عام 2007م وتمثل جزءاً مهماً وحيوياً من هويتها تتصف بصبغتها الزراعية حيث إن اغلب سكانها يعتمدون بشكل رئيسي على مزاولة الزراعة وتعد مصدرا أساسيا من مصادر دخلهم.

## التاريخ
بدأت هذه القصبة قرية صغيرة في العهد العثماني تابعة لناحية الشافعية ثم استحدثت بموجب إرادة ملكية سنة 1927 وكان مركزها بستان السيد رحمن السيد محمد رهمة، وقد سميت بالمليحة (نسبة إلى أراضي السيد رحمن). ثم انتقلت إلى صدر البزل المسمى (المرحاني) وهو مازال موجوداً على مقربة من طريق السنية - المهناوية. وفي عام 1945 تم نقل الناحية إلى بناية المركز الصحي الحالي وتم تغيير اسمها فأصبحت تسمى ناحية السنية لأن أراضيها سجلت بالطابو بإسـم السلطان عبد الحميد (سنية).
كانت هذه القصبة تمثل حلقة وصل بين مدينة النجف والمدن الأخرى المجاورة لعدم وجود وسائط نقل آنذاك سوى المراكب. يرجع تاريخ هذه المنطقة إلى العصر السومري (2400 ق.م) والعصر البابلي القديم والعصر البابلي الحديث وعصر ماقبل الإسلام والعصر الإسلامي. ويستدل على ذلك من خلال التلول والمواقع الأثرية المنتشرة فيها أهمها تلول ونة والصدوم.
تشتهر بالثروة الحيوانية مصدر مهم لإنتاج الحليب وتشتهر بزراعة اشجار النخيل ومصدر مهم لإنتاج فاكهه التين على ضفاف شط الديوانية وزراعه أنواع محاصيل الخضر وتبلغ مساحة الناحية 210 كيلومتراً مربعاً.

## أحياء المدينة
1. العسكري الأول
2. العسكري الثاني
3. السكك
4. البلدية
5. الحسين

6.حي الامين